# Calamagrostis nardifolia
Calamagrostis nardifolia là một loài thực vật có hoa trong họ Hòa thảo. Loài này được (Griseb.) Hack. ex Stuck. mô tả khoa học đầu tiên năm 1906.